# Tir subacvatic
Tirul subacvatic (engleză: Underwater target shooting; franceză: Tir subaquatique) este un sport nou ce se desfășoară sub apă, în scufundare în apnee, într-un bazin de înot. Poate fi practicat la cele mai diverse vârste de la 14 ani la peste 50.
Tirul subacvatic a apărut se pare, în U.R.S.S. și Franța la începutul anilor 1970, unde era practicat de către scufundătorii în apnee ca metodă de antrenament pentru vânătoarea subacvatică. Tirul se efectua pe verticală la adâncimea de 10…15 m asupra unor ținte fixe aflate pe fundul apei.

La începutul anilor 1980 ideea este preluată de doi scufundători în apnee francezi care pentru a se antrena pe timpul iernii pentru vânătoare subacvatică, instalează ținte pe fundul piscinei și schimbând direcția de tragere la orizontală.
În prezent este o disciplină de sporturi subacvatice separată și atrage tot mai mulți practicanți din multe țări. 

În Franța unde cunoaște o mare popularitate, tirul subacvatic este inclus în cadrul FFESSM (Fédération Française d'Études et de Sports Sous-Marins), federația de specialitate pentru sporturi subacvatice. De asemenea, din anul 1993 face parte din activitățile subacvatice CMAS.
În cadrul acestor federații, tirul subacvatic are un regulament, echipament și mai multe probe de desfășurare bine definite.

## Competiții
Competițiile de tir subacvatic se desfășoară la nivel de cluburi și campionat național feminin și masculin.
Nu s-au organizat încă campionate europene sau mondiale.

## Echipament
Echipamentul utilizat este colectiv și individual

### Echipament colectiv
- piscină cu dimensiunile de 10 m x 20 m și adâncimea de 1,5…5 m
- suport lestat pentru țintă sub forma unui trepied (distanța între ținte de minim 2,5 m)
- ținte din polistiren expandat (polifoam) cu dimensiunile 30 cm x 30 cm x 3 cm
- ținte adezive autocolante din hârtie specială
- lest din plumb pentru menținerea scufundătorului pe fund

### Echipament individual
- vizor (mască), tub de respirat, labe de înot
- arbaletă : poate fi cu sandouri, cu resort, sau pneumatică (100…110 cm lungime), cu harpon (săgeată) de maxim 1,5 m lungime și 6,5 mm diametru

## Probe
Tirul subacvatic se compune din mai multe probe distincte :
- probă de precizie: scufundătorii efectuează în apnee un număr de 10 trageri la țintă de pe loc, într-un interval de maxim 10 minute; distanța dintre vârful săgeții și țintă este de maxim 4 m
- biatlon: se parcurge sub apă în apnee distanța de 15 m apoi tir; parcursul se repetă de trei ori fiind cronometrat
- super biatlon: se parcurge sub apă în apnee distanța de 10 m urmat de tir; parcursul se repetă de cinci ori fiind cronometrat; scufundătorul trebuie să nimerească ținta de cel puțin 3 ori și să acumuleze minim 475 puncte
- ștafetă (probă pe echipe): fiecare echipă de 4 scufundători trebuie să parcurgă distanța de 15 m sub apă în apnee, și să nimerească ținta de 8 ori, în maxim 10 minute.
- probă combinată: reprezintă un clasament general al celorlalte probe